# Ivan kula à Zagrađe
Ivan kula à Zagrađe (en serbe cyrillique : Иван кула у Заграђу ; en serbe latin : Ivan kula u Zagrađu) est une forteresse située à Zagrađe, dans la municipalité de Kuršumlija et dans le district de Toplica, en Serbie. Elle est inscrite sur la liste des monuments culturels protégés de la république de Serbie (identifiant no SK 2052),.

## Présentation
Ivan Kula est une forteresse médiévale mentionnée en 1412, au moment où Stefan Lazarević dirigeait le despotat de Serbie. Son nom est associé au héros épique Ivan Kosančić qui, selon la tradition, est mort à la bataille de Kosovo Polje en 1389.
Les ruines de la forteresse sont situées sur une colline, à proximité immédiate des villages de Zagrađe et d'Ivan Kula. La fortification avait la forme d'un triangle irrégulier mesurant 7 × 9 × 23 mètres, avec, à l'est, une tour-donjon monumentale ; de forme rectangulaire, cette tour est conservée jusqu'à une hauteur de 14 m.